# Гелен Дам
Гелен Дам або Гелена Дам (* 21 травня 1878, Егельсгофен — 24 травня 1968, Меннедорф) — швейцарська художниця-експресіоністка.

## Життя та робота

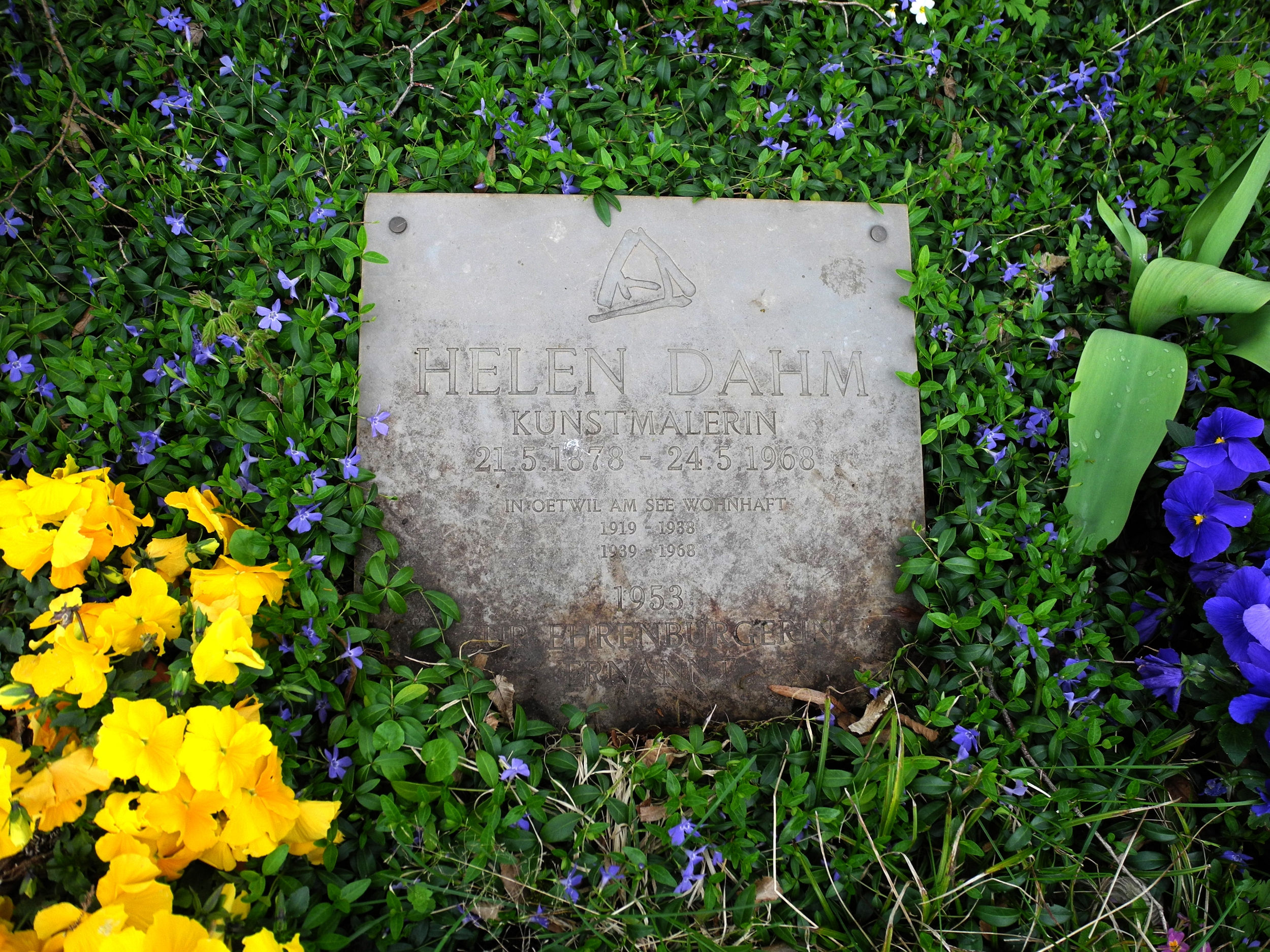
Почесна могила, цвинтар Отвіль-ам-Зе, Цюрих

Гелен Дам походила з заможної родини та народилася в замку Розенегг у Кройцлінгені. Після банкрутства текстильної компанії її батька родина переїхала до Цюриха в 1897 році, де її мати керувала пансіоном для студентів. Гелен Дам отримала свої перші уроки малювання в «Жіночій школі мистецтв та прикладного мистецтва» Луїзи Штадлер у Германа Гаттікера та Ернста Вюртенбергера, які наполегливо радили їй продовжувати навчання. Стипендія дозволила їй між 1906 і 1913 роками навчатися у Юліуса Екстера в Академії образотворчих мистецтв у Мюнхені. За дуже короткий час Дам познайомилася з найвідомішими художниками міста, включаючи Василя Кандинського, Франца Марка, Августа Маке, Габріель Мюнтер, Маріанну Верьовкіну та Олексія фон Явленського. На неї мали глибокий вплив її контакти з художньою групою «Синій вершник».
У 1913 році Гелен Дам повернулася до Цюриха разом з берлінською історикинею мистецтва та художницею Ельзою Штранц (1866—1947). Тут Гелен заробляла на життя дизайном виробів. Вона також інтенсивно присвятила себе живопису, але без особливого визнання. У 1919 році обидві жінки переїхали до Етвіль-ам-Зее.
1932 року після розлучення зі своєю давньою партнеркою Ельзою Штранц Гелен Дам потрапила у важку екзистенційну кризу. У 1938 році вона розпустила своє домогосподарство та з групою жінок переїхала до ашраму Мегер Баби в Індії. Вона мала намір залишитися там назавжди в пошуках нового, духовно повноцінного життя. Головною роботою цього періоду є настінні розписи для гробниці Мегер Баби. Після серйозного захворювання на дизентерію Гелен Дам повернулася до Швейцарії лише через рік, де знову оселилася в Етвіль-ам-Зе.

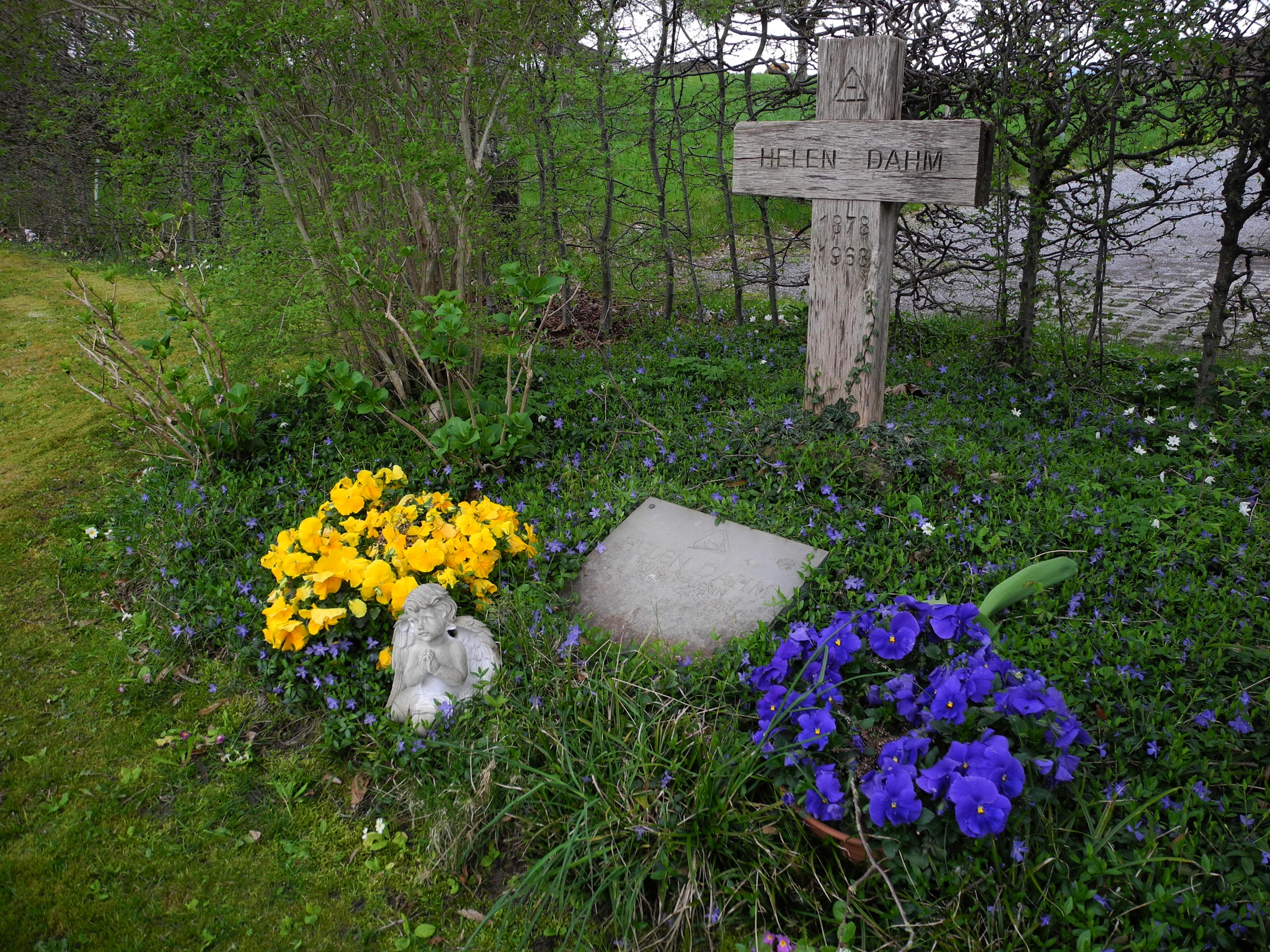
Почесна могила, цвинтар Отвіль-ам-Зе, Цюрих

Окрім абстрактних та містично-релігійних творів, Дам неодноразово займалася зображенням природи та пейзажів.
У 1953 році Гелен Дам була призначена почесною громадянкою міста Етвіль-ам-Зее, а її творчість була відзначена великою ретроспективою в музеї Гельмгауз у Цюриху. Це стало довгоочікуваним проривом. У 1954 році вона стала першою жінкою, яка отримала цюрихську премію в галузі мистецтва.
Навіть у похилому віці Дам звернулася до нових стилів живопису: «Завжди відкрита і допитлива, вона неухильно йшла своїм шляхом; важке, барвисте, часто самотнє життя, але насичене».
Гелен Дам померла в Меннедорфі навесні 1968 року, через три дні після свого 90-річчя.

## Музей Гелен Дам
За адресою Чилерейн 10 в Оетвілі-ам-Зее, між церквою та муніципалітетом, розташований місцевий музей, до якого з 2008 року приєднаний «Музей Гелен Дам».
У 2013 році його розширили, і тепер раз на рік або два тут проводяться виставки, присвячені різним аспектам творчості Гелен Дам. У сезоні 2022 року тут буде представлена виставка «Дві Дам. Клодін Ерб і Гелен Дам», яка покаже паралелі у творчості двох художниць.

## Вебпосилання
- Гелен Дам. Публікації // Швейцарська національна бібліотека. Каталог «Helveticat»
- Бібліографія. Гелен Дам // Німецька національна бібліотека
- * Homepage der Helen Dahm Gesellschaft
- Village Antiques — Helen Dahm (englisch)
- Werke Helen Dahms im Kunstmuseum Thurgau
- Helen Dahm und die Lust am Zickzack In: SRF, 20. Dezember 2018.
- Das Helen-Dahm-Haus in Adliswil